# صقر غابات مسطر
صقر غابات مسطر (الاسم العلمي: Micrastur gilvicollis) هو نوع من فصيلة صقريات.